# Гайдаров Мурад Зайрудинович
Мурад Зайрудинович Гайдаров  (біл. Мурад Гайдараў, 13 лютого 1980) — білоруський борець вільного стилю, олімпійський медаліст.

## Спортивні результати на міжнародних змаганнях

### Виступи на Олімпіадах
| Змагання                    | Збірна   | Вагова категорія          | Місце  |
| --------------------------- | -------- | ------------------------- | ------ |
| Літні Олімпійські ігри 2008 | Білорусь | вільна боротьба, до 74 кг | Срібло |

26 жовтня 2016 року Сослан Тігієв з Узбекистану був позбавлений срібної медалі у ваговій категорії до 74 кг після виявлення заборонених препаратів в повторному аналізі його допінг-проби, взятої на літніх Олімпійських іграх 2008 року в Пекіні. Його медаль перейшла до Мурада Гайдарова.

### Виступи на Чемпіонатах світу
| Змагання                        | Збірна   | Вагова категорія          | Місце  |
| ------------------------------- | -------- | ------------------------- | ------ |
| Чемпіонат світу з боротьби 2001 | Білорусь | вільна боротьба, до 76 кг | 16     |
| Чемпіонат світу з боротьби 2002 | Білорусь | вільна боротьба, до 74 кг | 16     |
| Чемпіонат світу з боротьби 2003 | Білорусь | вільна боротьба, до 74 кг | Срібло |
| Чемпіонат світу з боротьби 2006 | Білорусь | вільна боротьба, до 74 кг | 5      |
| Чемпіонат світу з боротьби 2007 | Білорусь | вільна боротьба, до 74 кг | 12     |
| Чемпіонат світу з боротьби 2009 | Білорусь | вільна боротьба, до 74 кг | 5      |
| Чемпіонат світу з боротьби 2011 | Білорусь | вільна боротьба, до 74 кг | 8      |
| Чемпіонат світу з боротьби 2013 | Білорусь | вільна боротьба, до 84 кг | 5      |

### Виступи на Чемпіонатах Європи
| Змагання                         | Збірна   | Вагова категорія          | Місце  |
| -------------------------------- | -------- | ------------------------- | ------ |
| Чемпіонат Європи з боротьби 2002 | Білорусь | вільна боротьба, до 74 кг | Срібло |
| Чемпіонат Європи з боротьби 2003 | Білорусь | вільна боротьба, до 74 кг | Бронза |
| Чемпіонат Європи з боротьби 2004 | Білорусь | вільна боротьба, до 74 кг | Срібло |
| Чемпіонат Європи з боротьби 2005 | Білорусь | вільна боротьба, до 74 кг | 5      |
| Чемпіонат Європи з боротьби 2006 | Білорусь | вільна боротьба, до 74 кг | 5      |
| Чемпіонат Європи з боротьби 2008 | Білорусь | вільна боротьба, до 74 кг | Срібло |
| Чемпіонат Європи з боротьби 2009 | Білорусь | вільна боротьба, до 74 кг | Бронза |
| Чемпіонат Європи з боротьби 2013 | Білорусь | вільна боротьба, до 84 кг | 7      |
| Чемпіонат Європи з боротьби 2014 | Білорусь | вільна боротьба, до 86 кг | Срібло |

### Виступи на Кубках світу
| Змагання                    | Збірна   | Вагова категорія          | Місце  |
| --------------------------- | -------- | ------------------------- | ------ |
| Кубок світу з боротьби 2010 | Білорусь | вільна боротьба, до 74 кг | Золото |
| Кубок світу з боротьби 2013 | Білорусь | вільна боротьба, до 96 кг | 12     |
| Кубок світу з боротьби 2013 | Білорусь | вільна боротьба, до 84 кг | 15     |

### Виступи на інших змаганнях
| Змагання                                                        | Збірна      | Вагова категорія          | Місце  |
| --------------------------------------------------------------- | ----------- | ------------------------- | ------ |
| Олімпійський кваліфікаційний турнір з боротьби 2000 (Лейпциг)   | Азербайджан | вільна боротьба, до 85 кг | 25     |
| Чемпіонат світу з боротьби серед студентів 2004                 | Білорусь    | вільна боротьба, до 74 кг | Золото |
| Золотий Гран-прі з боротьби 2006                                | Білорусь    | вільна боротьба, до 84 кг | 5      |
| Гран-прі «Іван Яригін» 2009                                     | Білорусь    | вільна боротьба, до 74 кг | 5      |
| Гран-прі Німеччини з боротьби 2009                              | Білорусь    | вільна боротьба, до 84 кг | Золото |
| Золотий Гран-прі з боротьби 2009                                | Білорусь    | вільна боротьба, до 74 кг | 15     |
| Меморіал Вацлава Циолковського 2011                             | Білорусь    | вільна боротьба, до 74 кг | 5      |
| Турнір Дана Колова — Николи Петрова 2012                        | Білорусь    | вільна боротьба, до 74 кг | Золото |
| Олімпійський кваліфікаційний турнір з боротьби 2012 (Софія)     | Білорусь    | вільна боротьба, до 74 кг | 5      |
| Олімпійський кваліфікаційний турнір з боротьби 2012 (Гельсінкі) | Білорусь    | вільна боротьба, до 74 кг | 8      |
| Гран-прі Іспанії з боротьби 2012                                | Білорусь    | вільна боротьба, до 84 кг | Срібло |
| Турнір Олександра Медведя 2012                                  | Білорусь    | вільна боротьба, до 84 кг | Золото |
| Турнір Олександра Медведя 2013                                  | Білорусь    | вільна боротьба, до 84 кг | Золото |
| Гран-прі Німеччини з боротьби 2013                              | Білорусь    | вільна боротьба, до 84 кг | Золото |
| Турнір Олександра Медведя 2014                                  | Білорусь    | вільна боротьба, до 86 кг | Золото |
| Золотий Гран-прі з боротьби 2014 (Баку)                         | Білорусь    | вільна боротьба, до 74 кг | Бронза |